# شهرستان برایان (اکلاهما)
شهرستان برایان، اکلاهما (به انگلیسی: Bryan County, Oklahoma) شهرستانی در ایالات متحده آمریکا است که در اکلاهما واقع شده‌است.

## خصوصیات
شهرستان برایان ۲٬۴۴۳ کیلومترمربع مساحت دارد.